# 阿勞科縣
阿勞科縣（西班牙語：Departamento Arauco），是阿根廷的縣份，位於該國西部拉里奧哈省，首府設於艾莫加斯塔，面積1,992平方公里，2010年人口15,418，人口密度每平方公里7.74人。
28°34′10″S 66°47′56″W / 28.56944°S 66.79889°W